# Pat Leahy
Patrick Donald Leahy, skraćeno Pat Leahy (Duxbury, Massachusetts, 9. lipnja 1979.) američki je profesionalni hokejaš na ledu. Desnoruki je napadač i igra na poziciji desnog krila. 

## Karijera

### Amerika
Leahy je amaterski dio karijere odradio studirajući i igrajući hokej za sveučilišnu ekipu Miamija u Oxfordu, Ohio. Na draftu 1998. u četvrtoj rundi kao 122. ukupno birali su ga New York Rangersi. Nakon toga se natrag vratio na sveučilište. U svojoj prvoj profesionalnoj sezoni igrao je za čak četiri kluba: Trenton Titans u ECHL-u, Hershey Bears (AHL), Portland Pirates (AHL) i Bridgeport Soundtigers (AHL). Nakon mnogo seljenja konačno se smjestio u AHL-u kod Providence Bruinsa gdje je proveo cijelu 2001./02. sezonu. To mu je otvorilo vrata prema najjačoj hokejaškoj ligi na svijetu, NHL-u. Kao igrač Boston Bruinsa u prvoj NHL sezoni odigrao je šest utakmica, ali bez postignutog gola i asistencije. Do polovice sezone 2006./06. ponovo je igrao u Providence Bruinsima, nakon čega se natrag vraća u Boston. U novoj NHL sezoni odigrao je 43 susreta i upisao po 4 gola i asistencije.
Milwaukee Admiralsi koji nastupaju u AHL-u bili su njegov novi klub u karijeri. Solidno odigrana sezona u kojoj je upisao 9 golova i 10 asistencija bile su dovoljne za novi izazov u NHL ekipi Nashville Predatorsa. Međutim, za njih je odigrao samo jedan susret bez postignutog gola i asistencije. 

### Austrija
U ljeto 2007. iz Nashville Predatorsa kao veliko pojačanje prešao je u austrijski EHC Black Wings Linz koji nastupa u EBEL-u. 

## Vanjske poveznice
- Profil na Legends of Hockey
- Profil na The Internet Hockey Database